# کورت مادرا (کالیفرنیا)
کورت مادرا (به انگلیسی: Corte Madera) شهری در شهرستان مارین ایالت کالیفرنیا است که در سرشماری سال ۲۰۱۰ میلادی، ۹۲۵۳ نفر جمعیت داشته است.